# Metropolia Saint Paul and Minneapolis

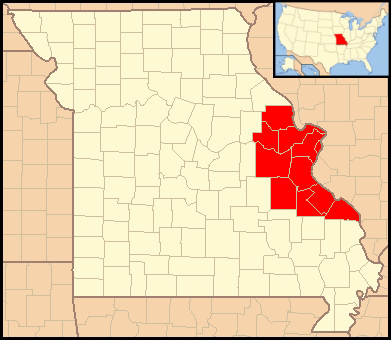
Metropolia Saint Paul and Minneapolis

Metropolia Saint Paul and Minneapolis – metropolia Kościoła rzymskokatolickiego obejmująca w całości stany Minnesota, Dakota Północna i Dakota Południowa w Stanach Zjednoczonych.
Katedrą metropolitarną jest katedra św. Pawła w Saint Paul i konkatedrą, bazylika Najświętszej Maryi Panny w Minneapolis.

## Podział administracyjny
Metropolia jest częścią regionu VIII (MN, ND, SD)
- archidiecezja Saint Paul i Minneapolis
- diecezja Bismarck
- diecezja Crookston
- diecezja Duluth
- diecezja Fargo
- diecezja New Ulm
- diecezja Rapid City
- diecezja Saint Cloud
- diecezja Sioux Falls
- diecezja Winona-Rochester

## Metropolici
- Leo Binz (1966–1975)
- John Robert Roach (1975–1995)
- Harry Flynn (1995–2008)
- John Nienstedt (2008–2015)
- Bernard Hebda (od 2016)